# Теорема Рао — Блэквелла — Колмогорова
Теорема Рао — Блэквелла — Колмогорова — утверждение в математической статистике, на основе которого можно улучшать статистические оценки параметров.
Пусть {\displaystyle X_{1},\ldots ,X_{n}} — последовательность независимых одинаково распределённых случайных величин с распределением, зависящим от некоторого неизвестного параметра {\displaystyle \theta \in \Theta .} Пусть {\displaystyle {\hat {\theta }}(X)} — некоторая статистическая оценка этого неизвестного параметра с конечной матрицей вторых моментов, а {\displaystyle T=\mathrm {T} (X)\;} — достаточная статистика для параметра {\displaystyle \theta .} Тогда существует {\displaystyle {\hat {\theta }}_{1}(X)={\textrm {E}}[{\hat {\theta }}(X)|T(X)]} и кроме того {\displaystyle {\hat {\theta }}_{1}(X)} является лучшей оценкой параметра в смысле среднеквадратичного отклонения, то есть для любого вектора z необходимой размерности выполняется неравенство:
{\displaystyle z{\textrm {E}}[({\hat {\theta }}_{1}(X)-\theta )^{T}({\hat {\theta }}_{1}(X)-\theta )]z^{T}\leqslant z{\textrm {E}}[({\hat {\theta }}(X)-\theta )^{T}({\hat {\theta }}(X)-\theta )]z^{T}.}
Равенство выполняется лишь тогда, когда {\displaystyle {\hat {\theta }}} является измеримой функцией от T.

## Доказательство
Доказательство для случая когда параметр является одним числом, то есть его размерность равна единице. Тогда
{\displaystyle \operatorname {E} [{\hat {\theta }}_{1}(X)-\theta ]^{2}=\operatorname {E} \left[{\textrm {E}}({\hat {\theta }}(X)|T(X))-\theta \right]^{2}=\operatorname {E} \left[{\textrm {E}}({\hat {\theta }}(X)-\theta |T(X))\right]^{2}\leqslant \operatorname {E} \left[{\textrm {E}}(({\hat {\theta }}(X)-\theta )^{2}|T(X))\right]=\operatorname {E} ({\hat {\theta }}(X)-\theta )^{2}.}
Неравенство следует из того, что для любой случайной величины W, {\displaystyle \operatorname {var} W=\operatorname {E} W^{2}-(\operatorname {E} W)^{2}]\geqslant 0,} если взять {\displaystyle W={\textrm {E}}({\hat {\theta }}(X)-\theta |T(X)).} Отсюда также видим, что равенство выполняется лишь когда {\displaystyle \operatorname {var} \,W=0,} то есть когда {\displaystyle {\hat {\theta }}(X)-\theta } принимает одно значение для каждого значения T, то есть {\displaystyle {\hat {\theta }}(X)} является функцией от T.